# 信者たち (クルアーン)
『信者たち』とは、クルアーンにおける第23番目の章（スーラ）。118の節（アーヤ）から成る。